# Augustin Danyzy

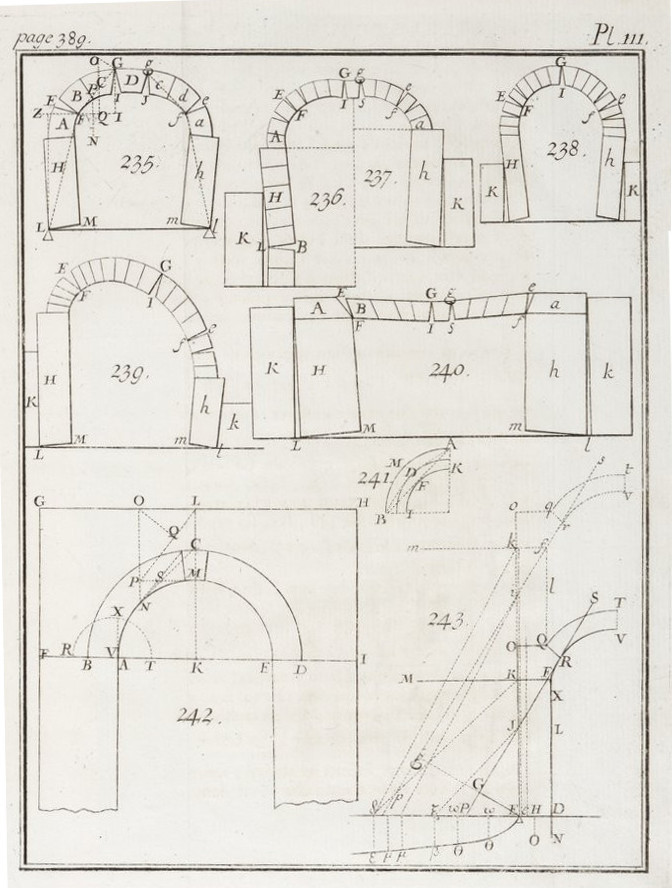
Bekendste werk van Danyzy: studie van krachten in een gewelf

Augustin-Auguste-Hyacynthe Danyzy of Danysi (Avignon, 5 mei 1698 – Montpellier, 27 februari 1777) was hoogleraar wiskunde en hydrografie van de universiteit van Montpellier (1764-1777). Hij was eveneens onderlegd in de astronomie en de aardrijkskunde.

## Levensloop
De ouders van Danyzy waren Pierre Danysi, officier bij de marine, en Thérèse-Marguerite Desys. Beide ouders waren afkomstig van Normandië doch geëmigreerd naar Avignon. Vader stierf in een gevecht toen moeder zwanger was van hem. Zijn moeder bezat een beperkt fortuin en belegde dit geld bij geldwisselaars in Montpellier. Danyzy en zijn moeder verhuisden om deze reden naar Montpellier. De geldwisselaars bleken oplichters te zijn. Zijn moeder verdiende geld met uit te werken zodat Danyzy school kon lopen. Hij bleek begaafd in de wiskunde te zijn. Hij studeerde zowel bij de Clapiès, een onderwijzer, als op zichzelf. Hij tekende veelhoeken omdat hij de polygonometrie interessanter vond dan de trigonometrie (of driehoeksmeetkunde).
Hij publiceerde zijn wiskundige vraagstukken bij de Académie des Sciences et Lettres van Montpellier. Danyzy werkte voor deze Academie gedurende tientallen jaren. Hij bestudeerde de kracht waarmee een gewelf de steunmuren wegdrukte. Dit werd een uitgebreide studie van hem. Hij berekende formules die zowel de duwkracht als de wrijvingskracht van een gewelf uitdrukten. In 1732 deelde hij zijn bevindingen mee aan de Staten van Languedoc.
Verder tekende Danyzy landkaarten voor verschillende bisschoppen van de Languedoc: onder meer voor de bisschoppen van Alès, Montpellier en Nîmes. Hij werkte ook als landmeter en tekende irrigaties uit voor landbouwers. Daarnaast bestudeerde hij barometers op verschillende hoogten boven de zeespiegel. De astronomie interesseerde hem voor zover hij wiskundige formules kon uitreken voor de banen van hemellichamen.  Van de provincie Languedoc kreeg hij fondsen om het Observatorium van Montpellier op te richten.
In 1764 nam hij bij de universiteit van Montpellier het ambt van hoogleraar op. Dit ambt en zijn functie bij de Académie des Sciences et Lettres werden samengevoegd.
Het koninkrijk Aragon deed beroep op professor Danyzy om irrigatiekanalen te ontwerpen voor akkerbouw in Zaragoza. Danyzy reisde erheen, samen met een van zijn zonen Jean-Hippolyte. Het was de enige zoon die geïnteresseerd was in zijn wiskundige vraagstukken. In Zaragoza was zijn ontwerp succesvol doch de uitvoering bleef uit wegens ruzies tussen grootgrondbezitters. Danyzy werd toch uitbetaald. Na vijftien maanden in Zaragoza keerden Danyzy en zijn zoon terug naar Montpellier. Danyzy was ziek en verzwakt door de reis (1776). Hij stierf in 1777. Zoon Jean-Hippolyte volgde hem op als hoogleraar wiskunde.
- Système universitaire de documentation: 181759020
- Virtual International Authority File: 313568950